# Friedrich Paschen (Geodät)
Friedrich (Heinrich Christian) Paschen (* 20. November 1804 in Schwerin; † 24. August 1873 ebenda) war Geodät und Astronom.

## Herkunft

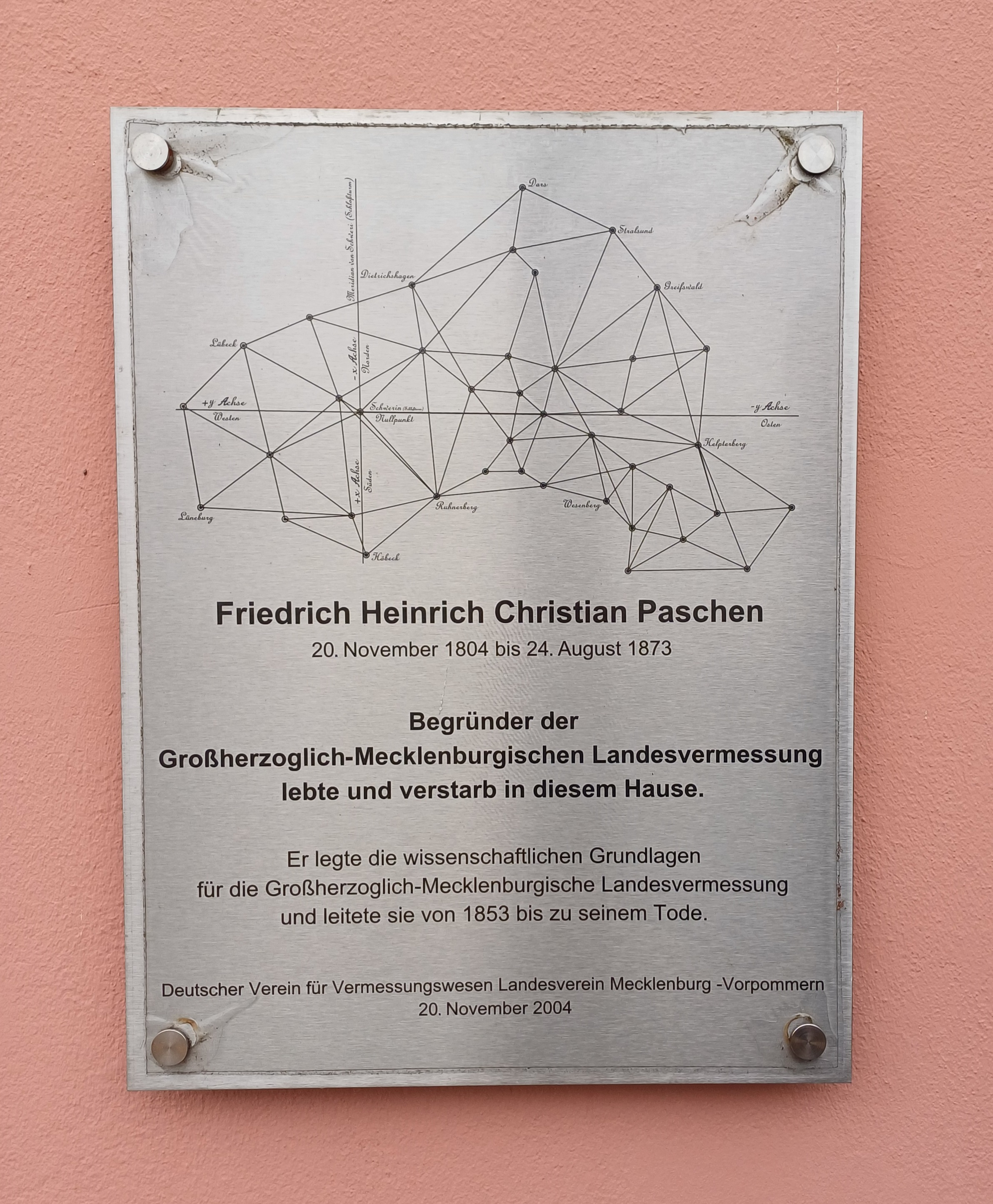
Gedenktafel am Wohn- und Sterbehaus von Paschen in der August-Bebel-Straße

Friedrich Paschen wurde als erstes von acht Kindern des Regierungs-Registrators und späteren Hofrats Carl Friedrich Paschen und seiner Frau, Sophie Christiane, geb. Hommel geboren. 1832 heiratete er Sophia Maria Wilhelmine Krey. Aus der Ehe gingen sechs Kinder hervor: Johann Friedrich Heinrich Paschen (1833–1900), der Vater des Physikers Friedrich Paschen (1865–1947), Carl (Theodor Heinrich) Paschen (1835–1911, deutscher Vizeadmiral), Julius Wilhelm Heinrich Paschen (* 1836) und Ottilie Sophie Marie (* 1838), Johanne Friederike Betty Paschen (* 1842), Adele Henriette Dorothee Caroline (1848–1908, genannt Ina, verheiratet mit Wilhelm Foerster, Direktor der Sternwarte Berlin). Der Jurist und Abgeordnete der Mecklenburgischen Abgeordnetenversammlung August Philipp Conrad Paschen (1814–1882) war sein jüngerer Bruder.

## Ausbildung
Paschen besuchte wahrscheinlich die Domschule (Fridericianum). Anschließend studierte er Rechtswissenschaften in Göttingen (1824–1825), Berlin (1825–1826), Rostock (1826) und erneut Göttingen (1826–1828). In Rostock schloss er sich dem Corps Vandalia Rostock und in Göttingen dem Corps Vandalia Göttingen an. Der zweite Studienaufenthalt in Göttingen führte ihn mit Carl Friedrich Gauß zusammen, bei dem sein bereits vorhandenes Interesse an der Astronomie befestigt wurde und die Vermessungskunde dazukam.

## Beruf
Nach dem Ablegen der Advokatenprüfung 1828 war Paschen ab 1831 als Regierungs-Registrator-Gehilfe in der Regierungs Canzlei in Schwerin tätig. 1836 erfolgte die Ernennung zum Wirklichen Regierungs-Registrator. Mit Interesse verfolgte er in dieser Zeit die geodätischen und astronomischen Tätigkeiten von Johann Jacob Baeyer, der 1837 in Ostpreußen eine Küstenvermessung durchführte. Er pflegte auch Kontakt zu Heinrich Christian Schumacher, dem Direktor der Sternwarte Altona und Herausgeber der „Astronomischen Nachrichten“.
Baeyer arbeitete an einer die Ostsee übergreifenden Triangulation („Dänischer Anschluss 1839 bis 1841“) und übersandte seine Ergebnisse, die auch die mecklenburgische Küste betrafen, ins Großherzogliche Ministerium in Schwerin. Hier wurde Paschen mit der Erarbeitung einer Stellungnahme zu Baeyers Entwurf beauftragt, die als Ergebnis die Aussage enthalten sollte, ob für Mecklenburg eine Landesvermessung nötig sei. Er untersuchte den Entwurf nicht nur bezüglich der technischen Prämissen (Triangulation, Topographie), sondern auch hinsichtlich der finanziellen Auswirkungen und kam zu einem positiven Ergebnis, bringt überzeugende Argumente für den dringenden Bedarf einer Landesvermessung für praktische Zwecke und auch die Wissenschaft.

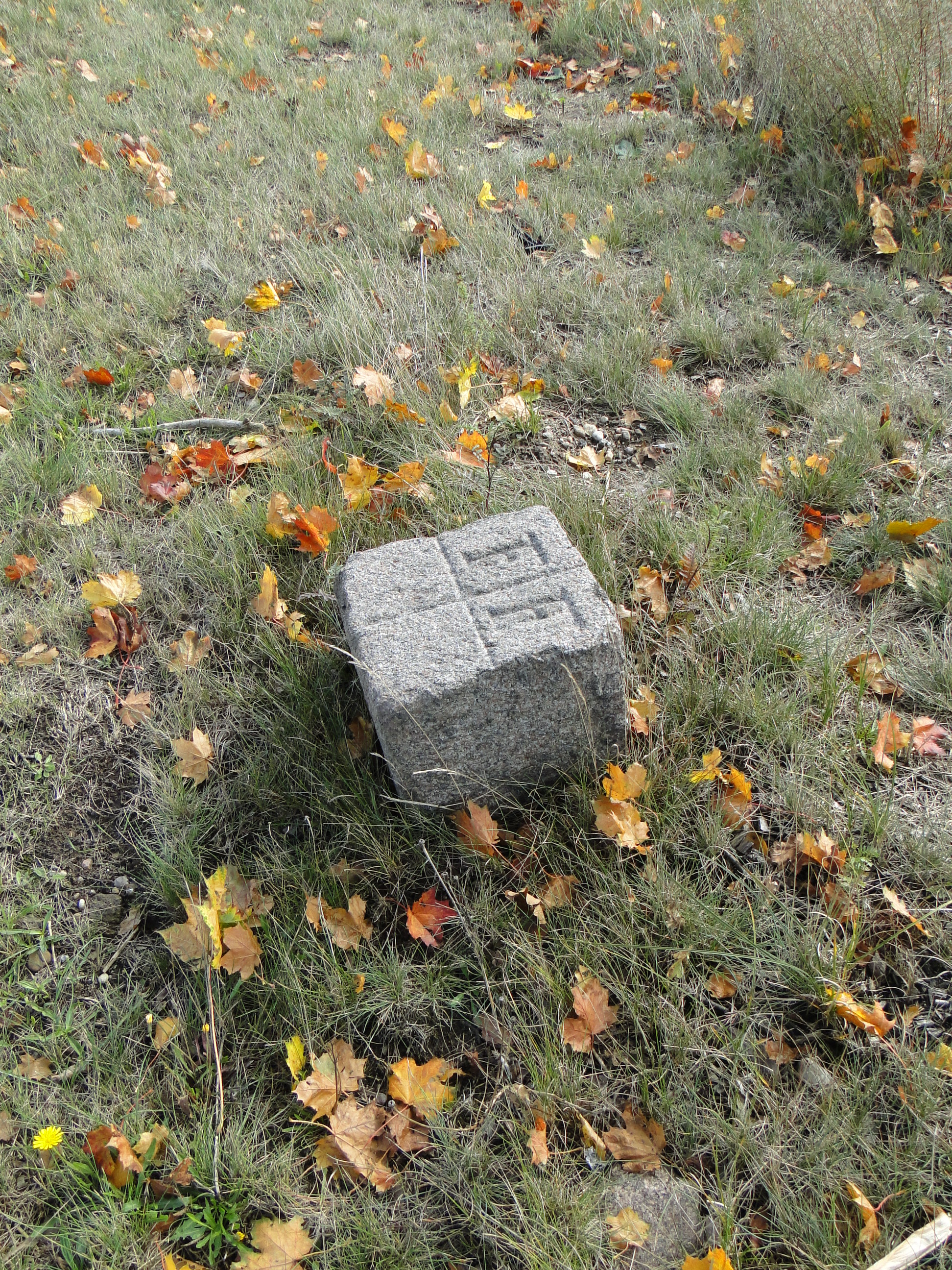
Friedrich-Franz-Stein, einer der Triangulationspunkte, nördlich von Neu Krenzlin im Landkreis Ludwigslust-Parchim (2012)

Durch umfangreiche Messungen und Untersuchungen fand Paschen heraus, dass die bestehenden Vermessungsgrundlagen und Kartenwerke fehlerhaft waren. 1848 begann Paschen mit einer langjährigen Messung des Wasserstandes der Ostsee, was die Festlegung des Nullpunktes des Großherzoglich-Mecklenburgischen Höhennetzes am Pegel Wismar zum Ergebnis hatte. Bis 1852 verfasste er Analysen, Denkschriften und Berechnungen zum Dreiecksnetz. Am 2. August 1852 erfolgte die großherzogliche Verfügung, „dass eine vollständige trigonometrische Vermessung des Landes im Anschluss an die in den Nachbarstaaten bereits vorhandenen ... Hauptdreiecksnetze auszuführen sei.“ Ab 1853 begann die Landesvermessung. Paschen, der mittlerweile Ministerial-Secretär geworden war, und ein Hauptmann Köhler wurden mit der wissenschaftlich-technischen Leitung betraut. 1860 waren die Arbeiten zum Festpunktnetz 1. bis 3. Ordnung abgeschlossen und Paschen wurde daraufhin zum Hofrat ernannt.